# Duce
Duce (/dutʃe/) est un terme italien provenant du latin dux et signifiant en français « conducteur », « guide » dans le sens politique. 

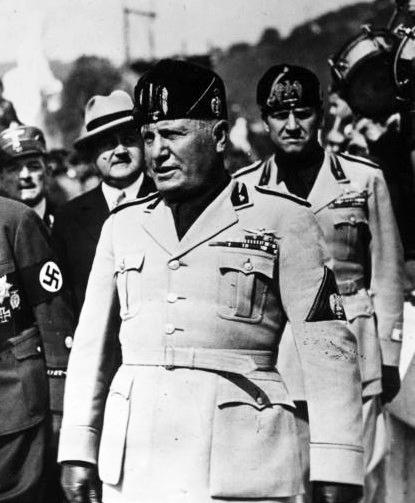
Benito Mussolini en 1938.

Benito Mussolini fut qualifié de duce dès avant la fondation du fascisme, alors qu'il était socialiste, le terme étant en usage dans la gauche italienne. Les socialistes de Romagne le qualifièrent de duce à sa sortie de prison pour ses activités antimilitaristes et anticolonialistes en 1912, puis la majorité révolutionnaire qui triompha lors du congrès du parti socialiste italien à Reggio d'Émilie fit de même. Selon une tradition sémantique propre à l’extrême gauche italienne, Mussolini était le Duce, le « guide », l’incarnation d’un socialisme intransigeant porteur des espoirs du prolétariat.
Il conserva ce titre devenu chef du parti fasciste ; il porta ainsi le titre officiel de « chef du gouvernement et duce du fascisme » sous la monarchie jusqu'en 1943 ; puis il fut qualifié par ses partisans « duce de la République » sous la République sociale italienne de 1943 à 1945. 